# Juicio por combate

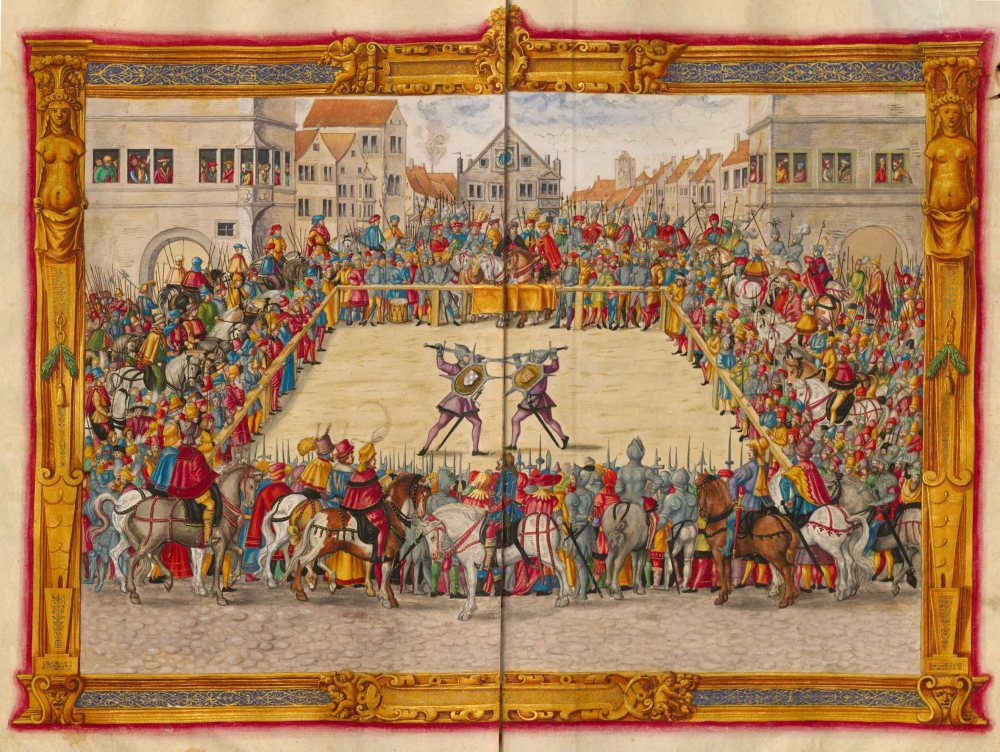
Representación de un juicio por combate en Augsburgo (Paulus Hector Mair, Múnich cod. icon. 393)

El juicio por combate (también conocido como apuesta de batalla, juicio por batalla o duelo judicial) era un sistema del derecho germánico para resolver acusaciones en ausencia de testigos o de una confesión, en la que dos partes en conflicto luchaban en combate singular. El ganador de la pelea era proclamado como poseedor de la verdad. En esencia, se trataba de un duelo judicialmente sancionado. Se mantuvo en uso durante toda la Edad Media europea, y fue desapareciendo de forma paulatina durante el transcurso del siglo XVI.

## Orígenes
A diferencia de la ordalía, que fue conocida por muchas culturas, el juicio por combate era practicado principalmente por los pueblos germánicos. Fue usado por los antiguos borgoñones, francos, alamanes ripuarios, los lombardos, y los suecos (pero es notable la ausencia en el derecho anglosajón). Era desconocido en el derecho romano y no figura en las tradiciones de la antigüedad oriental, en fuentes como el código de Hammurabi, la sharia islámica o en la Torá.
Su práctica está regulada en varios códigos legales germánicos. Enraizada en el derecho tribal germánico, las diversas leyes regionales del Imperio Franco (y el Sacro Imperio Romano Germánico tardío) prescriben diferentes aspectos de la liza, tales como el equipamiento y las reglas de combate. El Lex Alamannorum (recensio Lantfridana 81, fechada en 712-30 AD) establece un juicio por combate en el caso de dos familias en disputa por la frontera entre sus tierras. Un puñado de tierra tomada de la parcela de tierra en disputa se coloca entre los litigantes y se les pide que lo toquen con sus espadas, cada uno jurando que su reclamo es legítimo. La parte perdedora, además de perder su demanda, está obligada a pagar una multa.
Los capitulares que rigen esta práctica aparecen a partir del año 803 en adelante. Ludovico Pío prescribe el combate entre los testigos de ambas partes y no entre el acusador y el acusado. Y durante un corto lapso permitió la ordalia de Juicio de la Cruz en los casos que involucraran clérigos.
En Escandinavia medieval, la práctica sobrevivió a lo largo de la época de los vikingos en la forma del Holmgang.

## Sacro Imperio Romano Germánico

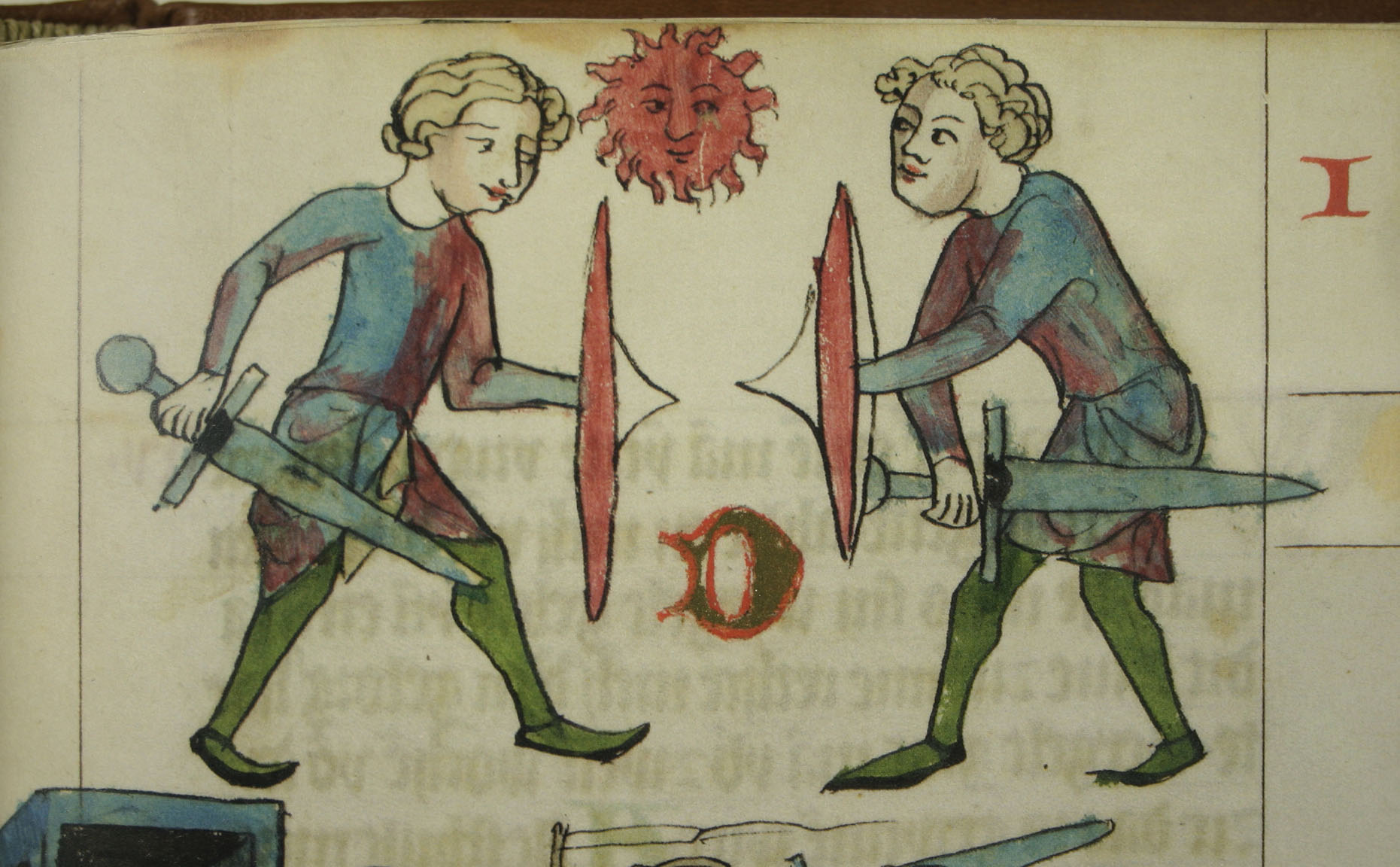
Representación de juicio por combate en el Códice Dresden del Sachsenspiegel (comienzos del), en el que se ilustra como los combatientes deben compartir el Sol, colocándose paralelos a sus rayos de forma que ninguno tenga ventaja.

Otón el Grande en 967 sanciona expresamente esta práctica del derecho germánico tribal aunque no figuraba en el derecho romano más "imperial". El IV Concilio de Letrán de 1215 reprobó los duelos judiciales, y el Papa Honorio III en 1216 pidió a la Orden Teutonica el cese de la imposición de los duelos judiciales sobre sus súbditos recién convertidos en Livonia. Durante los siguientes tres siglos, hubo una tensión latente entre las leyes tradicionales regionales y el derecho romano.
El texto legal Sachsenspiegel de 1230 reconoce el duelo judicial como un sistema importante para determinar la culpabilidad o inocencia en los casos de injurias, lesiones o robo. Los combatientes iban armados con espada y escudo y podían llevar ropa de lino o cuero, pero su cabeza y pies debían estar desnudos y las manos solo podían estar protegidas con guantes ligeros. El acusador debía esperar al acusado en el lugar designado de combate. Si el acusado no aparecía después de haber sido convocado en tres ocasiones, el acusador puede ejecutar dos mandobles y dos pinchazos contra el viento, y el litígio se resolvería como si hubiera ganado la pelea.
El Kleines Kaiserrecht, código legal anónimo de 1300, prohíbe los duelos judiciales por completo, indicando que el emperador había tomado esta decisión al ver que demasiados hombres inocentes fueron condenados por la práctica solo por ser físicamente débiles. Sin embargo, los duelos judiciales continuaron siendo populares durante los siglos XIV y XV.
El juicio por combate juega un papel importante en la escuela alemana de esgrima en el siglo XV. Cabe destacar que Hans Talhoffer muestra las técnicas que se aplican en esos duelos, por separado para las variantes suabas (espada y escudo) y de Franconia (maza y escudo), pero otros documentos como el de Paulus Kal y el Codex Wallerstein muestran material similar sin importar la región. Mientras que los plebeyos estaban obligados a presentar su caso ante un juez antes de los duelos, los miembros de la nobleza tenían el derecho de retar a otros a duelos sin que participara el magistrado judicial, por lo que los duelos de este tipo fueron separados del duelo judicial ya en el Edad Media y no se vieron afectados por la supresión de estos últimos en el siglo XVI, dando origen al duelo caballeresco de los tiempos modernos que sería prohibido por ley recién en el siglo XIX.
Hans Talhoffer en su códice Thott de 1459 menciona siete ofensas que, en ausencia de testigos eran consideradas lo suficientemente graves como para justificar un duelo judicial, a saber: asesinato, traición, herejía, deserción de su señor, "prisión" (posiblemente en el sentido de secuestro), perjurio / fraude y violación.

## Gran Bretaña
Este concepto es conocido en Gran Bretaña como "wager of combat" (apuesta de batalla). Parece que fue introducido en la ley del Reino de Inglaterra tras la conquista normanda y se mantuvo durante la alta y tardía Edad Media. El último juicio por combate se celebró en Inglaterra en 1446: un sirviente acusó a su maestro de traición. El maestro bebió demasiado la noche antes del combate y terminó muerto en el combate. En Escocia e Irlanda este tipo de prácticas continuaron hasta el siglo XVI.
La apuesta de batalla no era siempre una opción para la parte demandada en un caso de asesinato. Si el acusado era capturado in fraganti, intentaba escapar de la cárcel o si las pruebas contra él eran abrumadoras, no tenía opción a desafiar al acusador. Del mismo modo, si el acusador era una mujer, mayor de sesenta años, un menor, cojo o ciego, podía rechazar el duelo, y el caso sería visto por un jurado. Los pares del reino, sacerdotes, y los ciudadanos de la ciudad de Londres también podían rechazar el duelo. Los combates se celebraban en la sede de los juzgados, en un cuadrado de sesenta pies de lado (dieciocho metros), tras tomar juramento contra brujerías y hechicerías. Si el acusado era derrotado, y permanecía con vida, era colgado en el acto. Si por el contrario derrotaba a su oponente, o conseguía defenderse desde el amanecer hasta la puesta de sol, quedaba libre. Si el demandante se acobardaba y decía "Estoy vencido", abandonando la lucha, sería declarado infame, se le privaba de sus privilegios como hombre libre y era condenado a hacerse responsable de los daños a su oponente.